# Гудмен (Вісконсин)
Гудмен (англ. Goodman) — місто (англ. town) в США, в окрузі Марінетт штату Вісконсин. Населення — 607 осіб (2020).

## Демографія
Згідно з переписом 2010 року, у місті мешкало 619 осіб у 310 домогосподарствах у складі 186 родин. Було 840 помешкань
Расовий склад населення:
| - 99,5 % — білих - 0,2 % — корінних американців |

До двох чи більше рас належало 0,2 %. Частка іспаномовних становила 1,9 % від усіх жителів.
За віковим діапазоном населення розподілялося таким чином: 13,7 % — особи молодші 18 років, 57,5 % — особи у віці 18—64 років, 28,8 % — особи у віці 65 років та старші. Медіана віку мешканця становила 53,9 року. На 100 осіб жіночої статі у місті припадало 106,3 чоловіків;  на 100 жінок у віці від 18 років та старших — 105,4 чоловіків також старших 18 років.
Середній дохід на одне домашнє господарство  становив 56 576 доларів США (медіана — 37 667), а середній дохід на одну сім'ю — 61 215 доларів (медіана — 55 341). Медіана доходів становила 42 426 доларів для чоловіків та 31 875 доларів для жінок. За межею бідності перебувало 13,9 % осіб, у тому числі 20,6 % дітей у віці до 18 років та 3,5 % осіб у віці 65 років та старших.
Цивільне працевлаштоване населення становило 249 осіб. Основні галузі зайнятості: виробництво — 28,5 %, освіта, охорона здоров'я та соціальна допомога — 17,7 %, будівництво — 11,6 %, транспорт — 9,2 %.